# Kościół Narodzenia Najświętszej Maryi Panny w Piasecznie
Kościół Narodzenia Najświętszej Maryi Panny w Piasecznie – katolicki kościół parafialny zlokalizowany w Piasecznie (powiat tczewski).

## Historia
Pierwsza świątynia, która stanowi prezbiterium obecnego kościoła, powstała we wsi w 1348 z inicjatywy krzyżackiej. W 1380 nastąpiły we wsi objawienia (usankcjonowane przez kościół katolicki w 1649), co zapoczątkowało intensywny ruch pielgrzymkowy. Matka Boża ukazać się miała ubogiemu smolarzowi, któremu uzdrowiła sparaliżowanego syna. Wieść o tym czynie rozeszła się szybko po okolicy, ściągając rzesze pielgrzymów. Nieznany rzeźbiarz sporządził według opisu smolarza figurę Matki Boskiej, obecnie Królowej Pomorza. Jan III Sobieski składał tu wota dziękczynne po bitwach pod Chocimiem i Żurawnem. W połowie XVIII wieku do zbyt już małego kościoła dobudowano dwie kaplice barokowe: Matki Boskiej Szkaplerznej i św. Józefa. Kościół przyozdobiono wówczas rokokowym, istniejącym do dziś, wyposażeniem (m.in. konfesjonały, chrzcielnica, ambona i herb królewski na sklepieniu). 8 września 1968 figura Matki Boskiej Piaseckiej, zwaną Królową Pomorza, została ukoronowana przez kardynała Karola Wojtyłę. Wewnątrz m.in. tablica pamiątkowa (1965) ku czci miejscowego proboszcza Augustyna Bukolta rozstrzelanego przez nazistów w 1939. Wzdłuż przykościelnego muru zorganizowano drogę różańcową (piętnaście kaplic). 
Samo miejsce objawień znajduje się na południe od wsi, bezpośrednio przy szosie krajowej nr 91.

## Galeria

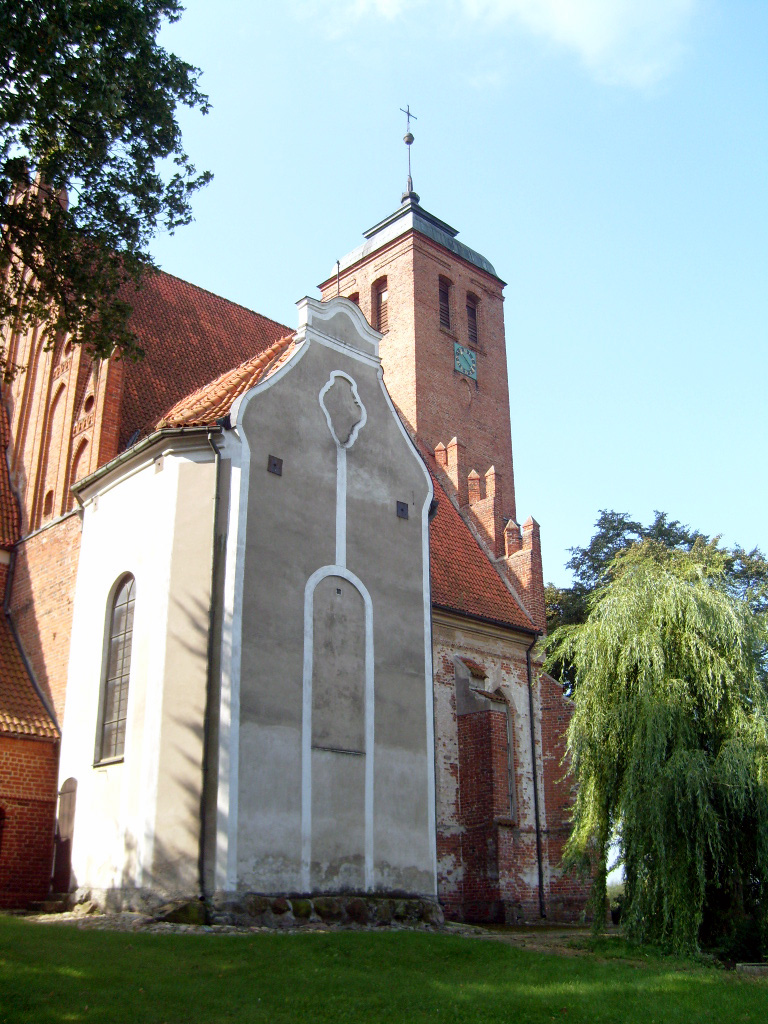
Kaplica barokowa
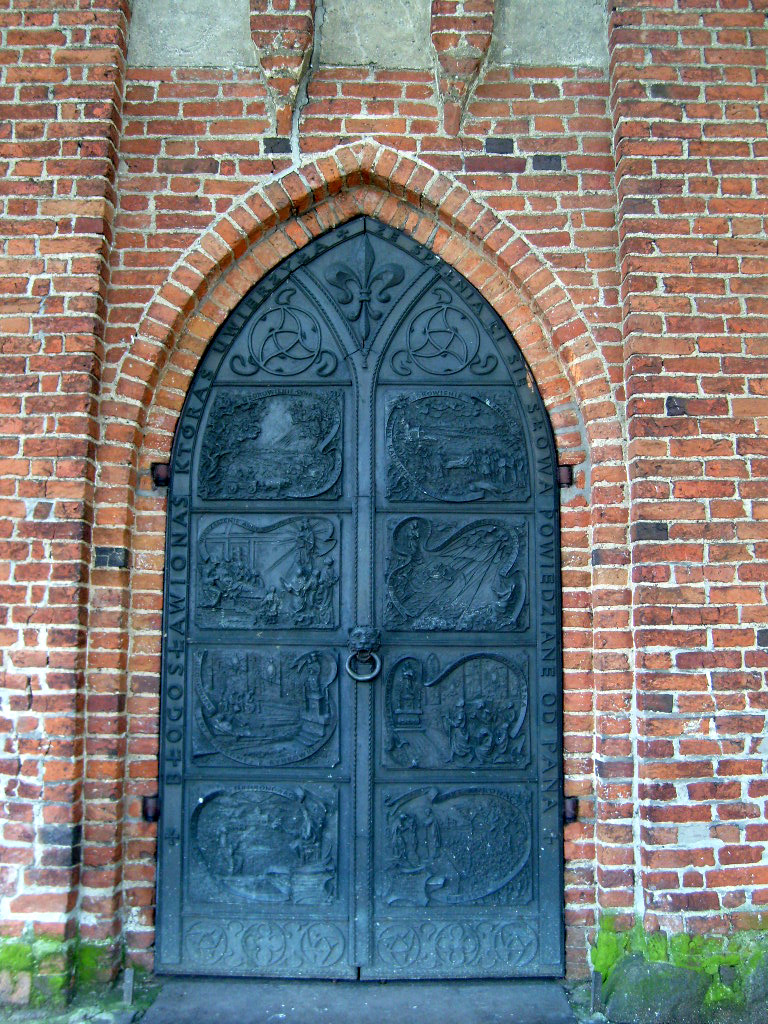
Drzwi
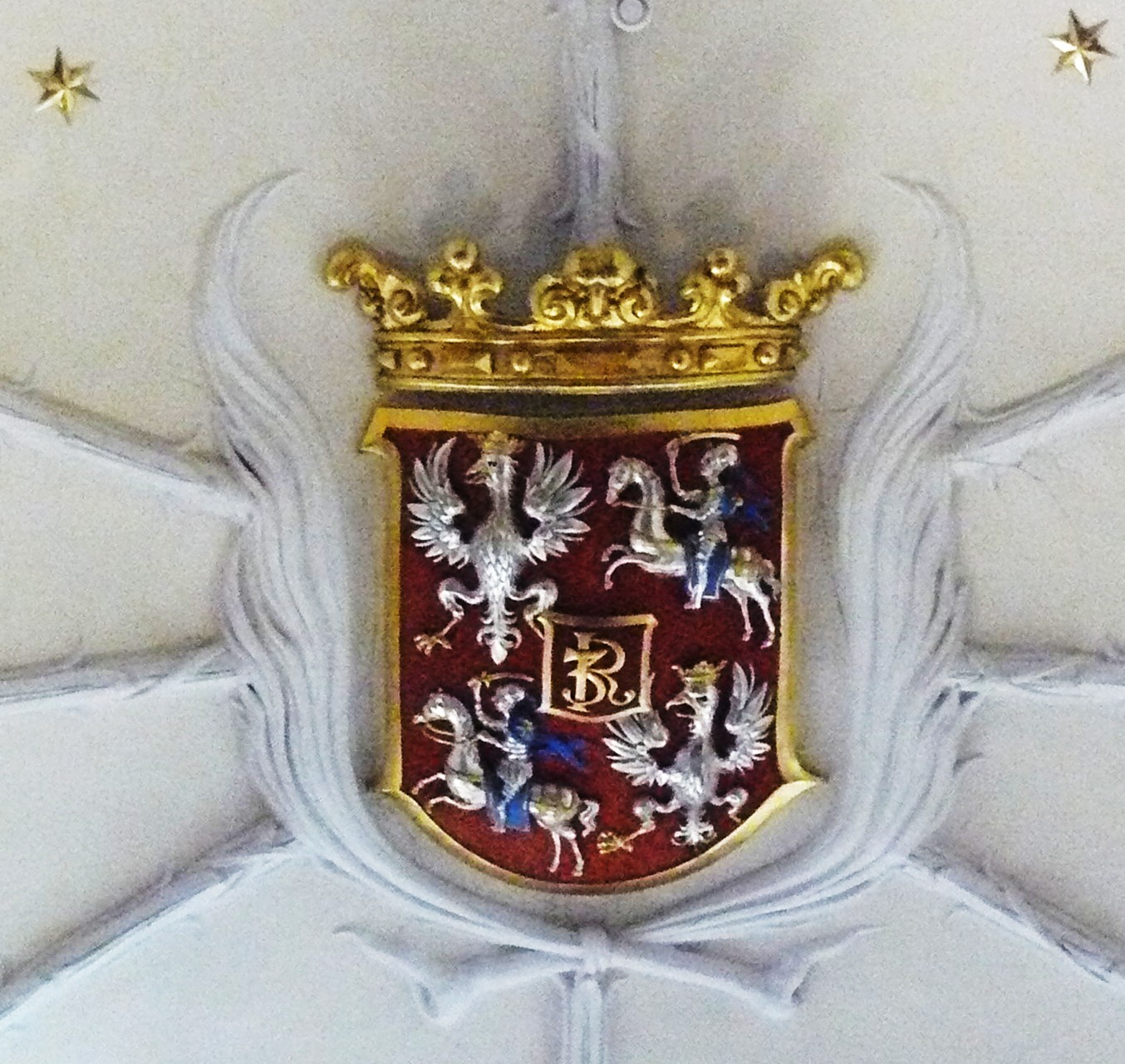
Herb królewski
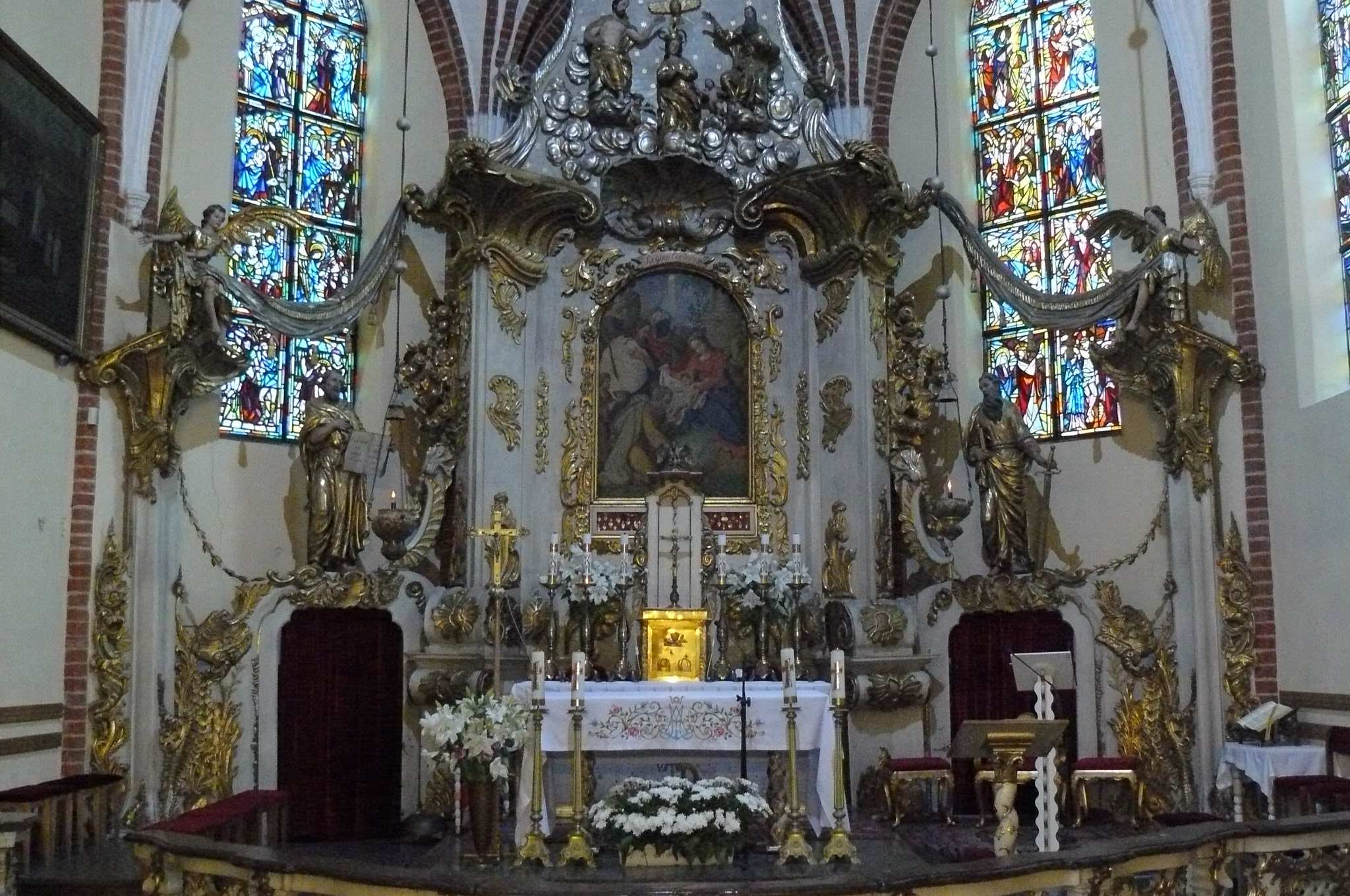
Ołtarz główny